# Périgné
Périgné är en kommun i departementet Deux-Sèvres i regionen Nouvelle-Aquitaine i västra Frankrike. Kommunen ligger i kantonen Brioux-sur-Boutonne som tillhör arrondissementet Niort. År 2022 hade Périgné 954 invånare.

## Befolkningsutveckling
Antalet invånare i kommunen Périgné
| Referens: INSEE |